# Teleclo
Teleclo (em grego Τήλεκλος) foi rei da cidade-Estado grega de Esparta de 760 a.C. até 740 a.C. ano da sua morte, pertenceu à Dinastia Ágida. Ele foi o filho e sucessor de Arquelau, e foi sucedido por seu filho Alcâmenes.
No seu reino os lacedemônios conquistaram três cidades dos periecos: Amiclas, Fáris e Gerantras. Os habitantes de Fáris e Gerantras, com medo dos dórios, fizeram um acordo para ser retirar do Peloponeso em paz, mas Amiclas resistiu por muito tempo, se destacando por feitos heroicos. Teleclo morreu logo depois.
Existem duas versões sobre a sua morte.
Segundo os espartanos, Teleclo foi assassinado pelos messênios, durante o reinado de Fíntias, filho de Síbotas, ao tentar defender jovens espartanas que estavam em um festival de Ártemis, em Limnatis, um santuário dório compartilhado pelos messênios e os lacedemônios. As jovens foram violadas pelos messênios e cometeram suicídio.
Segundo os messênios, Teleclo levou rapazes espartanos sem barba e vestidos de mulher para o santuário, com intenção de matar os messênios quando estes estivessem descansando, mas os messênios reagiram e mataram os rapazes e o rei.
A Primeira Guerra Messênia, entre Esparta e a Messênia, começou na geração seguinte.